# Горо Јамада
Горо Јамада (јап. 山田 午郎; 3. март 1894 — 9. март 1958) био је јапански фудбалер н тренер.

## Каријера
Током каријере играо је за Tokyo Shukyu-Dan.
Био је тренер јапанске фудбалске репрезентације (1925. године).